# Rencontres de l'Épiphanie
Pour les articles homonymes, voir Épiphanie (homonymie).

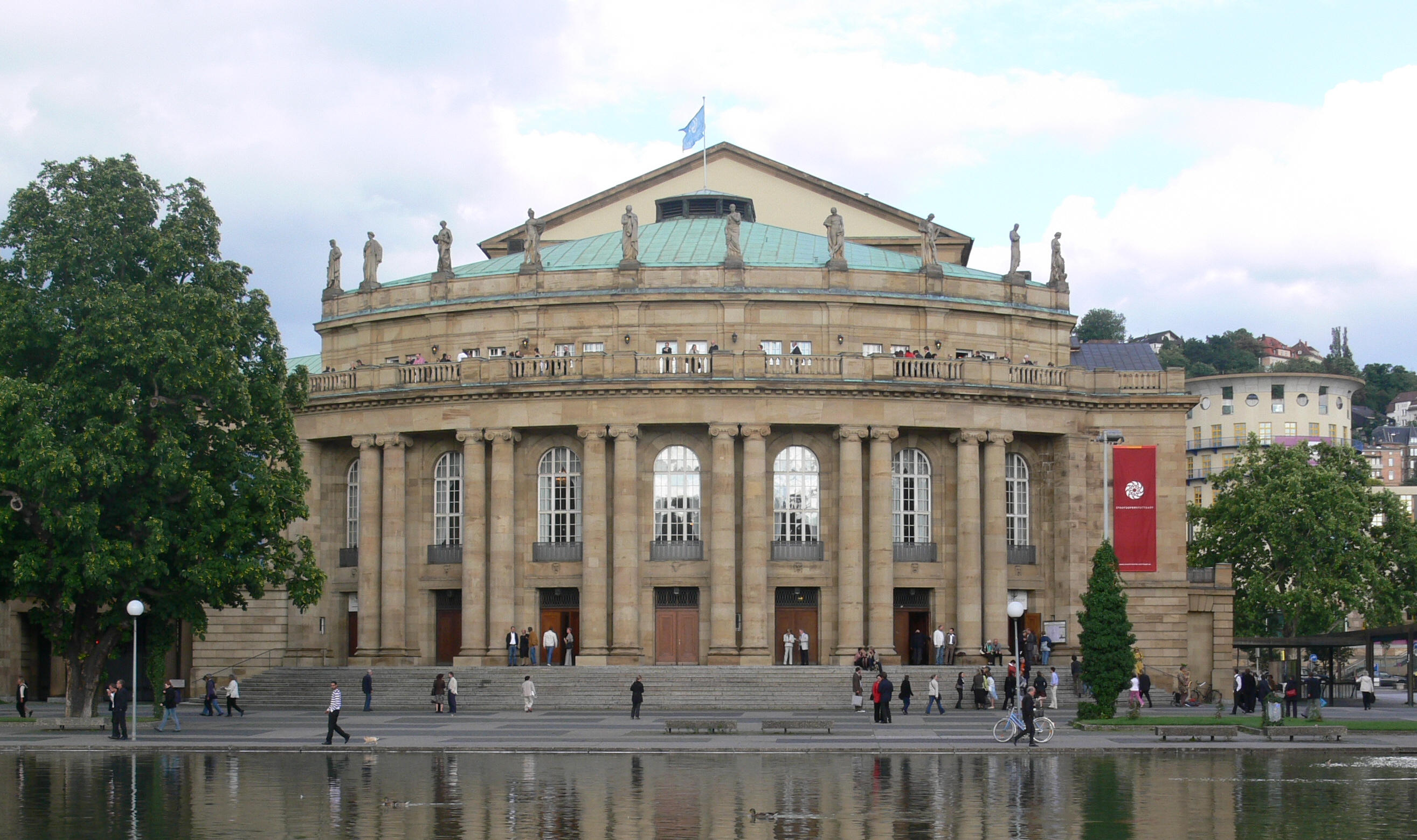
L’opéra de Stuttgart

Les rencontres de l’Épiphanie (Dreikönigstreffen) sont une manifestation traditionnelle des libéraux allemands, tenue chaque année à Stuttgart le 6 janvier, jour de la fête chrétienne de l’Épiphanie.
Elles tirent leur origine dans une première « parade de l’Épiphanie » (Dreikönigsparade), le 6 janvier 1866, des nombreuses associations libérales créées l’année précédente pour soutenir le Parti populaire démocratique (Demokratische Volkspartei, DVP), un parti libéral fondé en décembre 1864. Après une interruption pendant les douze années du régime nazi, le DVP recréé relança la tradition le 6 janvier 1946.
Les rencontres sont organisées par la fédération de Bade-Wurtemberg du Parti libéral-démocrate (FDP), qui a gardé le nom additionnel de Parti populaire démocratique et tient son congrès ordinaire la veille des rencontres. Elles ont néanmoins une portée nationale en raison de la présence de dirigeants fédéraux du parti et de l’attention des médias pour la première grande manifestation politique de l’année.
Elles ont lieu à l’opéra de Stuttgart et sont précédées, la veille au soir, d’un « bal de l’Épiphanie ». 